# Lejeunea bermudiana
Lejeunea bermudiana là một loài Rêu trong họ Lejeuneaceae. Loài này được (A. Evans) R.M. Schust. mô tả khoa học đầu tiên năm 1980.